# Prințul Leopold de Saxa-Coburg-Kohary
Leopold Franz Julius, Prinț de Saxa-Coburg-Gotha-Koháry (31 ianuarie 1824 – 20 mai 1884), a fost prinț german din Casa de Saxa-Coburg-Gotha.